# 施普羅伊埃爾霍夫街

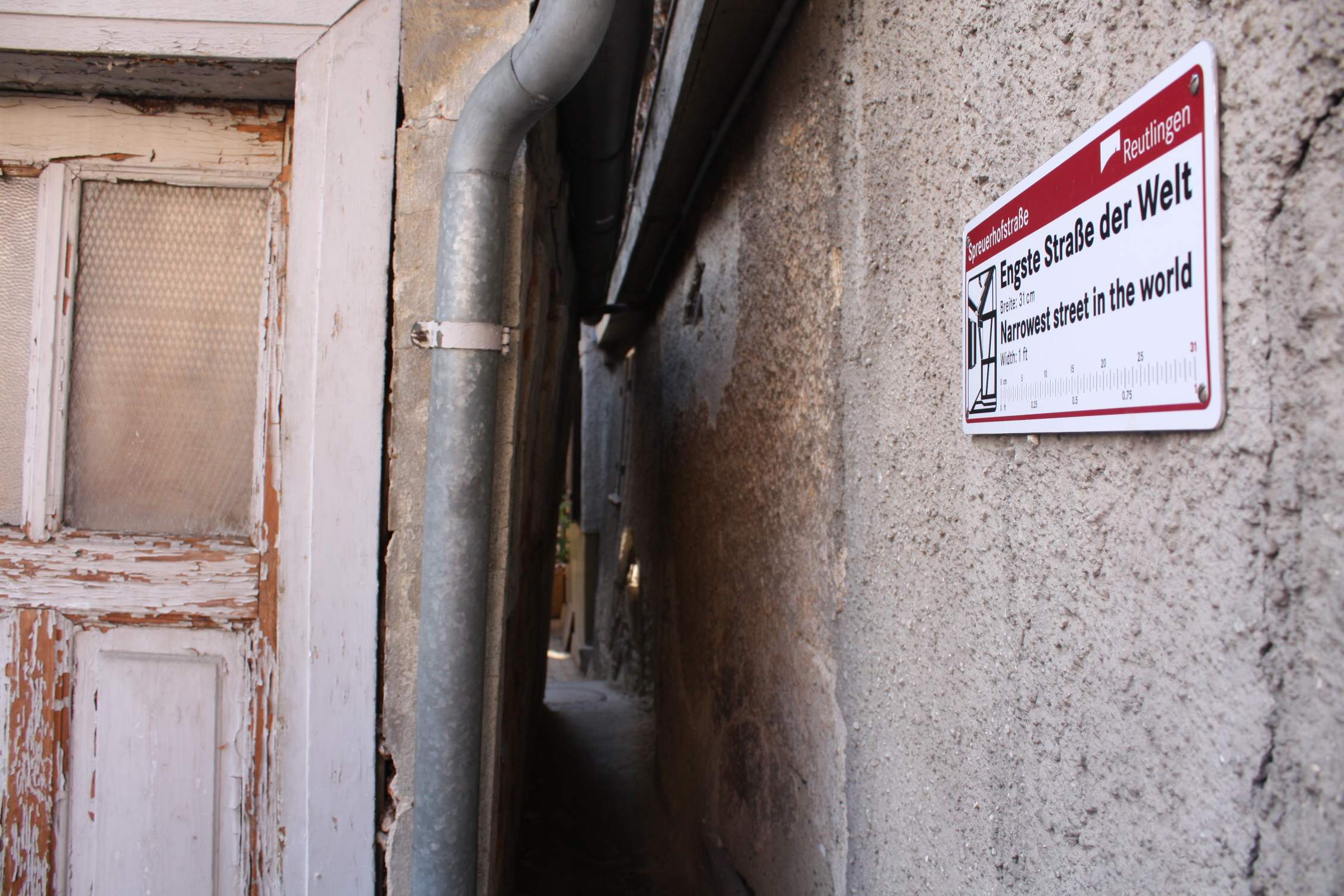
現時的Spreuerhofstraße巷的寬度只有31公分

施普羅伊埃爾霍夫街（德語：Spreuerhofstraße）是一條位於德國巴登-符腾堡州羅伊特林根的街道，也是全球最窄的街道。此街早見於17世紀，在1726年，鲁特林根市發生大火，它也因而毀於一旦。翌年，它在重建後最寬只有50公分，其後漸漸的縮到31公分，從而成為全球最窄的街道。